# Herringfleet
Herringfleet – wieś w Anglii, w hrabstwie Suffolk, w dystrykcie East Suffolk. Leży 61 km na północny wschód od miasta Ipswich i 166 km na północny wschód od Londynu.